# Herb gminy Kraśnik
Herb gminy Kraśnik – jeden z symboli gminy Kraśnik, ustanowiony 26 października 2006.

## Wygląd i symbolika
Herb przedstawia na tarczy w polu błękitnym srebrny topór ze złotą rękojeścią (nawiązanie do herbu Topór), a pod nim czerwony ceglany mur, zbudowany z trzech rzędów.